# Laplaceova transformacija
Laplaceova transformácija [laplásova ~] je integralska transformacija, ki funkcijo iz časovnega prostora t preslika v frekvenčni prostor kompleksne spremenljivke s:
{\displaystyle {\mathcal {L}}\left[f\left(t\right)\right]=F\left(s\right)=\int _{0}^{\infty }e^{-st}f\left(t\right)\;dt.}
Kot je razvidno iz te enačbe, se za čase t<0 predpostavi f(t)=0.
Laplaceova transformacija se imenuje v čast francoskega matematika, fizika in astronoma markiza Pierre-Simona de Laplacea, ki jo je razvil.
Transformacije nekaterih funkcij ter lastnosti Laplaceove transformacije so razvidne iz razpredelnice:
| {\displaystyle f(t)}                                                          | {\displaystyle F(s)} |
| ----------------------------------------------------------------------------- | --- |
| {\displaystyle a_{1}\cdot f_{1}\left(t\right)+a_{2}\cdot f_{2}\left(t\right)} | {\displaystyle a_{1}\cdot F_{1}\left(s\right)+a_{2}\cdot F_{2}\left(s\right)}                                                                |
| {\displaystyle \delta \left(t\right)}                                         | {\displaystyle 1} |
| {\displaystyle 1}                                                             | {\displaystyle {\frac {1}{s}}} |
| {\displaystyle t^{n},n\in {\mathcal {N}}}                                     | {\displaystyle {\frac {n!}{s^{n+1}}}} |
| {\displaystyle t^{\alpha },\alpha \in {\mathcal {R}},\alpha >0}               | {\displaystyle {\frac {\Gamma \left(\alpha +1\right)}{s^{\alpha +1}}}}                                                                       |
| {\displaystyle e^{-at}}                                                       | {\displaystyle {\frac {1}{s+a}}} |
| {\displaystyle t^{n}\cdot e^{-at}}                                            | {\displaystyle {\frac {n!}{\left(s+a\right)^{n+1}}}}                                                                                         |
| {\displaystyle \sin \,at}                                                     | {\displaystyle {\frac {a}{\left(s^{2}+a^{2}\right)}}}                                                                                        |
| {\displaystyle \cos \,at}                                                     | {\displaystyle {\frac {s}{\left(s^{2}+a^{2}\right)}}}                                                                                        |
| {\displaystyle \sin \left(at+\varphi \right)}                                 | {\displaystyle {\frac {s\cdot \sin \varphi +a\cdot \cos \varphi }{\left(s^{2}+a^{2}\right)}}}                                                |
| {\displaystyle \sinh \,at}                                                    | {\displaystyle {\frac {a}{\left(s^{2}-a^{2}\right)}}}                                                                                        |
| {\displaystyle \cosh \,at}                                                    | {\displaystyle {\frac {s}{\left(s^{2}-a^{2}\right)}}}                                                                                        |
| {\displaystyle f\left(at\right)}                                              | {\displaystyle {\frac {1}{a}}F\left({\frac {s}{a}}\right)}                                                                                   |
| {\displaystyle f\left(t\right)e^{at}}                                         | {\displaystyle F\left(s-a\right)} |
| {\displaystyle f\left(t-a\right)}                                             | {\displaystyle F\left(s\right)e^{-as}} |
| {\displaystyle \int _{0}^{t}f\left(\tau \right)\!d\tau }                      | {\displaystyle {\frac {F\left(s\right)}{s}}}                                                                                                 |
| {\displaystyle \int _{0}^{t}f\left(t-\tau \right)g\left(\tau \right)\!d\tau } | {\displaystyle F\left(s\right)G\left(s\right)}                                                                                               |
| {\displaystyle {\frac {df\left(t\right)}{dt}}}                                | {\displaystyle sF\left(s\right)-f\left(0\right)}                                                                                             |
| {\displaystyle {\frac {d^{n}f\left(t\right)}{dt^{n}}}}                        | {\displaystyle s^{n}F\left(s\right)-s^{n-1}f\left(0\right)-s^{n-2}f'\left(0\right)-\ldots -sf^{(n-2)}\left(0\right)-f^{(n-1)}\left(0\right)} |

Laplaceovo transformacijo periodične funkcije s periodo T lahko izračunamo tudi takole:
{\displaystyle F\left(s\right)=\int _{0}^{T}f\left(t\right)e^{-st}\!dt\cdot {\frac {1}{1-e^{-sT}}}.}
Inverzno Laplaceovo transformacijo lahko izračunamo z Bromwichevim integralom:
{\displaystyle f\left(t\right)={\mathcal {L}}^{-1}\left[F\left(s\right)\right]={\frac {1}{2\pi i}}\int _{\gamma -i\infty }^{\gamma +i\infty }e^{st}F\left(s\right)\!ds.}
V praksi največkrat tako časovno kot kompleksno frekvenčno funkcijo razstavimo na elemente iz razpredelnice in Laplaceovo oz. inverzno Laplaceovo transformacijo izvedemo s pomočjo njunih lastnosti in funkcij iz te razpredelnice.
Kot lahko opazimo v razpredelnici, lahko z Laplaceovo transformacijo, pretvorimo diferencialne enačbe in enačbe s funkcijami, kot so transcedentne funkcije, v algebrske in racionalne enačbe v frekvenčnem prostoru, kjer jih je mnogo enostavneje rešiti in nato z inverzno Laplaceovo transformacijo pretvoriti nazaj v časovni prostor.
Laplaceova transformacija se precej uporablja v teoriji sistemov, saj nam računanje konvolucijskega integrala, ki se tam precej uporablja, pretvori v produkt dveh funkcij. Poleg tega Laplaceovi transformi prenosnih funkcij sistemov povedo marsikatero lastnost sistema (npr. stabilnost ipd.)